# Communauté de communes Terrasses et Vallée de l'Aveyron
 (mars 2021).
La communauté de communes Terrasses et Vallée de l'Aveyron est une ancienne communauté de communes française, située dans le département de Tarn-et-Garonne en région Occitanie.

## Historique
Le 20 décembre 2002, les sept communes d'Albias, Bioule, Bruniquel, Montricoux, Nègrepelisse, Saint-Étienne-de-Tulmont et Vaïssac se sont regroupées en communauté de communes. Elle succède à différents syndicats intercommunaux (SIVOM, SIEEOM, SIAS, Syndicat Intercommunal des Eaux...). Cette communauté de communes est destinée à constituer un territoire commun de solidarité et de développement.
La communauté de communes est dissoute le 31 décembre 2016. Elle fusionne avec la communauté de communes du Quercy Vert pour former la communauté de communes Quercy Vert-Aveyron.
| Nom                      | Code Insee | Gentilé         | Superficie (km2) | Population (dernière pop. légale) | Densité (hab./km2) |
| ------------------------ | ---------- | --------------- | ---------------- | --------------------------------- | ------------------ |
| Nègrepelisse (siège)     | 82134      | Négrepelissiens | 49,22            | 5 511 (2014)                      | 112                |
| Albias                   | 82002      | Albiassains     | 21,60            | 3 187 (2014)                      | 148                |
| Bioule                   | 82018      | Bioulais        | 20,44            | 1 097 (2014)                      | 54                 |
| Bruniquel                | 82026      | bruniquelais    | 33,20            | 611 (2014)                        | 18                 |
| Montricoux               | 82132      | Montricounais   | 26,44            | 1 149 (2014)                      | 43                 |
| Saint-Étienne-de-Tulmont | 82161      | Stéphanois      | 21,14            | 3 800 (2014)                      | 180                |
| Vaïssac                  | 82184      | Vaïssacais      | 37,21            | 833 (2014)                        | 22                 |

## Démographie
| 1999   | 2011   |
| ------ | ------ |
| 14 276 | 15 518 |

## Liste des Présidents successifs
| Période                                  | Période          | Identité          | Étiquette | Qualité               |
| ---------------------------------------- | ---------------- | ----------------- | --------- | --------------------- |
| 2003                                     | 2014             | Jean Cambon       | PS        | Maire de Nègrepelisse |
| 2014                                     | 31 décembre 2016 | Maurice Correcher | DVD       | Maire de Nègrepelisse |
| Les données manquantes sont à compléter. |                  |                   |           |                       |